# Marina Walerjewna Schamaiko
Marina Walerjewna Schamaiko (russisch Марина Валерьевна Шамайко; englische Schreibweise Marina Shamayko; * 3. August 1987) ist eine ehemalige russische Tennisspielerin.

## Karriere
Schamaiko spielte vor allem bei Turnieren der ITF Women’s World Tennis Tour, wo sie einen Titel im Einzel und fünf im Doppel gewinnen konnte.

## Turniersiege

### Einzel
| Nr. | Datum            | Turnier             | Kategorie   | Belag     | Finalgegnerin | Ergebnis      |
| --- | ---------------- | ------------------- | ----------- | --------- | ------------- | ------------- |
| 1.  | 17. Februar 2013 | Scharm asch-Schaich | ITF $10.000 | Hartplatz | Barbara Haas  | 4:6, 6:3, 6:3 |

### Doppel
| Nr. | Datum             | Turnier            | Kategorie   | Belag           | Partnerin             | Finalgegnerinnen                            | Ergebnis         |
| --- | ----------------- | ------------------ | ----------- | --------------- | --------------------- | ------------------------------------------- | ---------------- |
| 1.  | 17. Dezember 2005 | Bergamo            | ITF $50.000 | Teppich (Halle) | Jekaterina Bytschkowa | Francesca Lubiani Valentina Sassi           | 6:1, 6:3         |
| 2.  | 31. August 2009   | Bassano del Grappa | ITF $10.000 | Sand            | Sopia Schapatawa      | Evelyn Mayr Julia Mayr                      | 6:1, 5:7, [10:8] |
| 3.  | 3. Oktober 2009   | Ciampino           | ITF $10.000 | Sand            | Sandra Martinović     | Stefania Chieppa Valentina Sulpizio         | 7:64, 6:4        |
| 4.  | 12. Februar 2011  | Antalya            | Sand        | ITF $10.000     | Teodora Mirčić        | Sultan Gonen Anna Karawajewa                | 6:4, 6:4         |
| 5.  | 8. Juni 2016      | Madrid             | ITF $10.000 | Sand            | Jessika Ponchet       | Ainhoa Atucha Gomez Maria-José Luque Moreno | 6:2, 6:3         |